# 田中奏摺
《田中奏折》（日语：／*/?），據稱是一封日本內閣總理大臣田中義一向昭和天皇献呈，為數約四萬字的秘密奏摺。台灣人蔡智堪聲稱發現並秘密抄錄了「東方會議」的紀要文件，其内容在1929年由潛伏於國民政府內的共產國際間諜閻寶航公布。因与後來日本在滿洲实际施行的侵略方案有一定的相似度，以至于二战期間許多人认为该奏折是真实的。然而該奏摺逐漸出現了策略上的矛盾，比如文件提及先掠奪西伯利亞，但實際是日本與蘇聯在二戰期間仍然互相貿易石油等產品。日本投降後，同盟國扣押並調查日本檔案庫，未能找到相關檔案以比對和證實該奏摺的存在，質疑其為偽造作品，現已被中國、日本、歐美等地的很多學者認為是有爭議的，可能是偽書。

## 奏摺的來歷

### 東方會議
1927年4月田中義一組成政友會内閣。他任內閣總理大臣兼外務大臣，田中把對華外交的方針轉為積極。6月在東京召集外務省、軍人、駐華公使、總領事舉行一個討論對華政策的會議，大約為6月27日至7月7日在外相官邸中舉行，名為“東方會議”。
當時的參與者包括外務政務次官森恪、駐華大使、南滿鐵道社長等人，其中更有在戰後出任內閣總理大臣的時任駐奉天總領事吉田茂及內閣書記官長鳩山一郎。
外務政務次官森恪為該會議實際的主導者，他是所謂「滿蒙政策強硬論者」，主張將滿洲（中國分為遼寧、吉林、黑龍江省）與中國分離。
7月7日發表《對支政策綱領》，內容稱「中國內亂能波及滿蒙紊亂治安。帝國內有特殊地位與權益，不論亂自何方，帝國決予以適當之處理」。8月16日，他再召集駐華東北的外交及軍事人員，舉行大連會議，商討東方會議未決定的問題。据传，大連會議結束後數天，田中义一向昭和天皇上呈奏摺，呈奏日本對於滿蒙積極根本政策，是为《田中奏摺》。

### 蔡智堪取得奏摺經過
1928年6月，蔡智堪收到王家楨藏於大餅中的秘信，信中云：「英美方面傳說，田中首相奏章，對我頗有利害，宜速圖謀入手，用費多少不計。樹人。」

蔡智堪自稱利用日本政界矛盾，先請外務大臣永井柳太郎拿出田中奏章，在蔡所主持的《日華》雜誌上發表，但立即被謝絕。後又以打倒政友會為由，要求前內務大臣床次竹二郎揭發田中奏章，喩以武力占領滿蒙政策，必將招致中日絕交，兩敗俱傷。床次被說動後回去打探線索，稱保皇黨元老認為田中的武力吞併政策將激起軍人革命，危及天皇萬世一系，正急於破壞田中的政策，但又無法直接出手，以免引起少壯軍人革命。元老現正進退兩難，可利用此機謀取田中奏章。
蔡智堪與床次宴請保皇黨元老，並演說田中的武力政策必惹起國內革命，危及天皇。幾日後床次來說：「牧野伸顯伯爵稱：中國政府如敢將田中奏章公表國際，保皇黨方可利用英美輿論，阻止田中發動武力政策。中國如能承允這一點，牧野秘許你去抄寫。」蔡智堪利用東京《每夕新聞》，硃點要字，把條件秘密傳給王家楨。條件得到答覆後，蔡智堪於夜間扮作補冊工人，攜帶牧野交與的「皇居臨時通行牌」，由山下勇領路進入皇室書庫，費時兩夜抄寫田中奏章。

### 後續風波
中华民国政府不贊成全文發表，因此發表時不及原文的一半。
中华民国依據奏摺中的陰謀逮捕了一個蒙古王爺，其所作的口供與奏摺一致。
國際聯盟會議中，松岡洋右直指田中奏章是中國偽造，中國代表顧維鈞駁斥：「日本之是否有此項文件之存在，殆能出入東京皇家檔案庫者外，更無人能提出確切證據。」以後皇室書庫官山下勇等二十八人一率免官，日報紙稱：「蔣介石駐日二十八宿歸天！」
事前約定由中國政府送山下勇三萬美金，但事後沒有支付。山下勇被免官後因此強佔蔡智堪私宅，未曾歸還。
九一八事變時，張學良與牧野、床次的金錢往來證據被日本所得，蔡智堪也因此入獄，全部產業被沒收。奏章原文的抄本也於事變中遺失。
依蔡智堪所發現的文件，1927年7月25日，田中义一向天皇献呈秘密奏折，提出了侵略计划「满蒙积极政策」，主要阐述了侵略中国的方针政策，即后來所谓之《田中奏折》。奏折提出日本的「新大陆政策」的总战略是：「欲征服支那（指中国），必先征服满蒙，欲征服世界，必先征服支那。」日本获取中国的资源后「就可以进而征服印度、南洋诸岛、中小亚细亚以至欧洲。」「大和民族在亚洲大陆显露身手，掌握满蒙的权利则为首要关键。」

### 第三次太平洋会议
1929年，第三次太平洋会议在日本召开，中国太平洋国际学会代表阎宝航等人在会上拿出一份文件称其为田中奏折并首次公开于世。随后该文件在南京時事月報1929年十二月刊及其他媒體公佈於世。
日本“太平洋问题调查会”是太平洋国际学会在日本的分会，同时又有一定的独立性。1929年10月28日至11月9日，日本太平洋问题调查会在京都承办了太平洋国际学会第三次年会。“满洲问题”都是重要的议题。
按阎宝航的说法，他是从张学良秘书王家桢处得到的“田中奏折”抄本，“震惊之下，（我）如获至宝，遂商得筹备会同意，译成英文，印出二百本，分送英、美、加等出席（第三次太平洋）会议的代表，这是《田中奏折》公布于世的开始。”

### 西方
《田中奏折》在1934年被譯成英文，美國在第二次世界大戰時常以此作為應該敵視日本的原因。当代西方著作有的把它与锡安长老会纪要（著名的政治伪造文件）并列。

### 奏章的其他版本
林快青，名雨齋，1909年生於台灣，原名林添財。十八九歲時去日本就學，後在政友會幹事長山本條太郎處當繕寫員。無意中發現黨魁田中首相交寫的一份侵略中國的奏摺，於是將原文抄下一份，交給三十餘歲張姓青年。此件為田中另一奏摺。蔡智堪直到1953年9月初此說被聯合報刊出後才公開發表談話，此前未公開事實是因為正與山下勇討還房產，恐對交涉乃至對全家不利。其次是認為王家楨以外交部次長地位，承諾山下勇三萬美金竟食言，是政治上的無道義。國民黨黨史會主任委員羅家倫以人字第一三四〇號函台灣省黨部，云：「田中奏摺一事，經本會查證結果，係蔡智堪而非於林快青」
另有一種版本，是1931年8月，由民間愛國人士蘇澤民抄寫並出資翻印。

## 造假质疑
1930年，日本的外务省向中国国民政府抗议，称田中奏折是伪造。第二次世界大戰后，同盟国扣押的日本檔案庫中，也没有找到田中奏折原件、複印件與相關提及的證據。
有历史研究者认为田中奏折是苏联情报部门伪造的，目的在于引日本「南进派」進攻东南亚，遏制日本軍事势力「北进派」進攻苏联，从而缓解苏联东西面临兩面作戰的压力。1995年Vitaliy Pavlov，前NKVD军官在俄刊《情报与反情报新闻》上写文就称是苏联伪造来煽动欧美的反日倾向的。
现代日本学术界有认为是出自时任参谋本部作战科参谋铃木贞一中佐之手。

### 證明造假的观点
多數主流歷史學者认为这个奏折是伪造：
- 日本是突然由天皇宣佈終戰的，8月底盟軍即上岸接管，故受降協定當下各部門時間是不夠一一檢查處理的，即是已銷毀掉的絕密檔案，基於歷史需要一般仍留封存件，而政府檔案庫建築也早已被查扣，以至於不少機密都還能有留存的情形下，但獨此份复本卻相對從缺。
- 曾作为「欲征服世界，必先征服支那。」的征服世界企圖，在远东国际军事法庭被提出作為罪狀之一，可是美国籍辩护律师反驳「文章的记述矛盾点多」，日本取得滿洲後是成立傀儡國家而非併吞計劃，後續按近衛聲明的日本對華政策，也與田中奏摺描述之計劃不一致，中國人均資源貧瘠的事實，還被朝野各黨派當成浪費時間預算，互相指責關注中國只是徒勞，誰該收拾錯誤決定撤出的政治惡鬥之源。在扶持汪政權並丟給他管理後，放任的態度更加明顯。反而日本對攻擊美國的野心日益膨脹，也因為中國大陸地理條件相對孤立，大本營更是直接不再關心，改成進攻關鍵航路為主要目標，促成後來東條內閣奪權，太平洋戰爭爆發的原因。[9]
- 在全面戰爭階段，日方取得海運經濟命脈後，對中國就沒有什麼認真長遠的規劃，只是為了可能進入緬甸才不得已做投資，反觀同時期在東南亞就特別積極地在經營主要目標，政府工作的用心程度對待兩地差異頗大，可見日本人的重心與注意力業已經完全被高回報高價值的南洋吸引走了。[10]同時，盟军在日本的档案中，也从未发现其他文本有提到该文件的存在。结果，有关「欲征服世界，必先征服支那。」這整套假設，因前後證據不足邏輯不通，没有成立。
- 聲稱取得文件邀功的人多，比如偷偷潛入戒備森嚴的東京天皇皇居，而且非日本社會長大的台灣商人還能認識到牧野伸顯小妾的弟弟，冒充名為山下勇皇室書庫官的下屬工作人員名義，在二日內躲匿巡查，違反機密書房程序查閱，就順利抄寫數萬字日語翻譯成中文交給王家祯，國家中樞機構門戶洞開至此，如同間諜小说一般离奇。而且根據王家祯的回忆錄，却声称其是从政友会一名干部的书记员处得到，已經相互矛盾。苏联对外情报局（SVR）更声称是1927年他们在首尔的朝鮮籍特工先偷的，然而過程依然是一個謎[11]，另外奏摺是蘇聯製造的煙霧彈，持這種论點的研究也不是沒有[12]。
- 有日本历史家推测，制造了田中奏折的，就是收到奏折文本的张学良秘书王家楨。在细节上错漏百出。譬如：其格式——署名、行文、乃至呈递流程——均不符合上奏天皇的固定规制；再如，对许多关键事件的描述错得离谱：

1. 上奏天皇只能經由內大臣，並沒有宮內大臣這條管道。
2. 文中提到田中在歐美旅行之歸途受到中國人攻擊。→是在上海遭到朝鮮人攻擊，田中無弄錯自身經歷與地點可能。
3. 文中提到“先帝密召山县有朋，……妥议打开（九国公约）之策”。→但山縣有朋1922年1月已死。九国公约成立于1922年2月。
4. 文中提到中國政府營運吉海鐵路。→上表文時間為昭和2年（1927年），中國吉海鐵路竣工是上表後兩年後的事。（吉海铁路确实于1927年開工，但1929年才竣工[13])
5. 本年（昭和2年）予定於東京開辦国際工業電気大会。→當時沒有這個大會，倒是国際工業動力会議首辦於昭和4年10月。
6. 此上奏文之用句，與日本當時的流行用詞大相逕庭，重要文件咬文嚼字並不應該。
7. 此上奏文不符日本宮內文的格式，尤其日語對天皇敬語使用方法特殊，故逾制、冒犯之处甚多，田中是陸軍大臣，相當於武士階級對天皇之事理應更加謹慎，不熟悉宮中規矩就上報，對不起他的軍人身份。
8. 內容、日期表記錯誤極多，如宮內大臣「一木喜德郎」誤為「一木喜德」。此按日文訓讀念法、意思都會改變，而且習俗上寫錯、念錯他人名字是重大失禮，一般多會覆核才是，連名字都出文法錯誤可能性不高。
9. 雖有諸國語言，卻獨獨沒有日文版，非但原文不存，連傳述版皆無。只有奏折的翻譯版本。
10. 重光葵曾经对中国公使要求中国政府取缔市面上的田中奏折，说不知来历，也许是军队中的极端分子所写的构想，然后被人得去假冒成政府文件，日本政府後來也都沒有認可。[14]

彼得·弗萊明1939年就曾经模仿田中奏折的泄漏方式写了小说，暗示了英国人早在那时就知道是假作。

### 反对造假的观点
- 日方投降之前曾大量销毁文件及证据，从此种行为推测不排除其销毁此证据的可能性。
- 该奏折在战败之前是机密内容，而此类内容经常在一定时间后销毁，字词错误仅是传抄中出现的问题。
- 中国官员在国联指出该文件抄自日本皇家书库后，日本当局随即将书库官员小下勇以下28人全部免职。而蔡智堪也遭到拘捕，财产损失殆尽。这些事情从侧面证明了《田中奏折》很可能存在。[16]
- 九國會議召開時間為1921年11月12日至1922年2月6日，山縣有朋死於1922年2月1日，有足夠時間接受「大正先帝密召」。[17]
- 大正以後，日本大臣奏章已無固定格式，且此文是以代奏形式呈送給昭和天皇的東方會議紀錄整理。[17]

### 中國學界質疑真實性
2005年12月16日，中国社会科学院日本研究所与日本新历史教科书编纂会访问团举行座谈会时，中國社會科學院日本研究所長蔣立峰表示，希望日方今後要進一步了解中國的歷史研究，看歷史、寫歷史必須客觀、全面。例如關於《田中奏摺》的真實性問題，中國史學界也是眾說紛紜，相當一部分學者認為《田中奏摺》為後來偽造的。